# The Penultimate & Ode to Joy
The Penultimate & Ode to Joy is de zes- en zevenentwintigste aflevering van het tiende seizoen van het tienerdrama Beverly Hills, 90210, die voor het eerst werden uitgezonden op 17 mei 2000.

## Plot
Nu Donna nog geen ja heeft gezegd op het huwelijksaanzoek van David besluit David om haar te verrassen met een boodschap geschreven in het zand voor haar appartement. Samen met Dylan en Steve schrijft hij 's nachts in het zand I Love Donna. Het plannetje van David slaagt en Donna zegt nu ja op zijn aanzoek.
Kelly en Matt komen terug uit New York van de begrafenis van zijn broer en Matt heeft het er moeilijk mee. Dit vooral omdat zijn schoonzus zwanger is van zijn kind, dit omdat zijn broer haar niet zwanger kon maken en Matt zaaddonor werd. Hij denkt er nu serieus over na om naar New York te verhuizen om zijn schoonzus bij te staan en dit houdt in dat hij dan Kelly moet verlaten en dit komt hard aan bij Kelly. Matt vraagt aan Kelly om toestemming om te gaan en dit kan Kelly niet geven en moet er over nadenken en gaat naar Dylan voor steun. Dylan is ondertussen geslaagd op de universiteit en heeft eindelijk zijn diploma. Dylan vertelt haar dat alles goed zal komen en hier kan Kelly niet veel mee en blijft met het probleem zitten. Uiteindelijk besluit zij Matt te vertellen dat hij moet gaan en dat zij niet met hem kan trouwen, dit komt gedeeltelijk voor haar gevoelens voor Dylan. Matt denkt dat Dylan de waarheid heeft gezegd over dat Matt vreemd is gegaan wat Dylan dus niet gedaan heeft en Kelly weet niet wat zij hoort. Kelly is nu blij dat zij het huwelijk afgezegd heeft en is teleurgesteld in Matt dat hij dit verzwegen heeft en is ook boos op Dylan dat hij niets gezegd heeft.
De spanningen tussen Steve en Janet nemen toe nu Steve voor huisvrouw moet spelen en Janet op het werk een groot teleurstelling moet verwerken, zij nam aan dat zij de baan kreeg om een andere krant te leiden en nu komt zij erachter dat zij en een college voor de baan in de race zijn. Janet beseft dat zij het opgroeien van haar dochter mist en twijfelt of zij voor de baan moet gaan.
Ellen heeft nu stabiliteit nodig in haar leven omdat zij nu fulltime voor haar dochter zorgt en vraagt Noah om volledig voor hun relatie te gaan en dit kan Noah haar nog niet geven en vertelt dit aan haar wat haar diep teleurstelt. Noah wil het wel langzaam aan doen maar Ellen wil nu zekerheid en Noah besluit dan om haar te verlaten.
Nu het huwelijk van Kelly en Matt niet doorgaat besluiten Donna en David dit huwelijk wel door te laten gaan en dan voor hen. Alle voorbereidingen raken in sneltrein vaart en er wordt nog een vrijgezellenfeest georganiseerd voor het bruidspaar en wij zien een aantal oude bekenden zoals Brandon Walsh, Valerie Malone, Andrea Zuckerman en Yvonne Teasley. Donna heeft een belangrijke vraag voor Nat, nu haar vader is overleden vraagt zij aan Nat of hij haar weg wil geven op haar huwelijk. Dit raakt Nat en zegt volmondig ja en is trots dat hij dit mag doen.
Janet hoort dat zij de baan krijgt om een nieuwe krant te leiden en eerst is zij hier blij over maar al gauw komen de twijfels omdat zij bang is voor nog langere dagen en Steve echter vindt dat hij te weinig te doen heeft en heeft een idee. Zijn idee is dat hij en Janet samen een nieuwe krant beginnen zodat zij het werk kunnen verdelen en samen hun dochter kunnen opvoeden.
Het droomhuwelijk begint en iedereen is dolblij dat Donna en David elkaar eindelijk hebben gevonden. Het bruidspaar is zeer emotioneel en de tranen vloeien rijkelijk en als het ja woord is gezegd breekt het feest los. Op deze dag komt Matt nog langs om afscheid te nemen van Kelly en vertelt haar dat zij bij Dylan hoort wat eigenlijk al duidelijk was en vertelt haar dat hij nu definitief naar New York gaat om zijn schoonzus bij te staan. Kelly was nog boos op Dylan maar beseft dat zij altijd van hem gehouden heeft en besluit voor hem te gaan, dit tot opluchting van Dylan.
N.B. Hiermee nemen wij afscheid na tien jaar van de tienerdrama Beverly Hills, 90210.

## Rolverdeling
- Jennie Garth - Kelly Taylor
- Ian Ziering - Steve Sanders
- Brian Austin Green - David Silver
- Tori Spelling - Donna Martin
- Luke Perry - Dylan McKay
- Joe E. Tata - Nat Bussichio
- Lindsay Price - Janet Sosna
- Daniel Cosgrove - Matt Durning
- Jason Priestley - Brandon Walsh
- Gabrielle Carteris - Andrea Zuckerman
- Tiffani Thiessen - Valerie Malone
- Ann Gillespie - Jackie Taylor
- Matthew Laurance - Mel Silver
- Vincent Young - Noah Hunter
- Katherine Cannon - Felice Martin
- Heidi Lenhart - Ellen
- Randy Spelling - Randy Sanders
- Scott Paetty - Charles Yoffe
- Ryan Thomas Brown - Arnold Muntz
- Denise Dowse - Yvonne Teasley
- Mercedes Kastner - Erin Silver
- Adeline Allen - Caitlin
- Helen Eigenberg - Eva Small
- Hugh Jeffries - Pastoor
- Lenny Wolpe - Rabbijn
- Kevin Sateri - Kiki